# Aransas Pass
Aransas Pass – miasto w Stanach Zjednoczonych, w stanie Teksas, położone w trzech hrabstwach: Aransas,
Nueces i San Patricio.

## Demografia
Według przeprowadzonego przez United States Census Bureau spisu powszechnego w 2010 miasto liczyło 8 204 mieszkańców, co oznacza wzrost o 0,8% w porównaniu do roku 2000. Natomiast skład etniczny w mieście wyglądał następująco: Biali 84,6%, Afroamerykanie 3,1%, Azjaci 1,0%, pozostali 11,3%. Kobiety stanowiły 50,9% populacji.